# Dolné Zelenice
Dolné Zelenice es un municipio del distrito de Hlohovec en la región de Trnava, Eslovaquia, con una población estimada a final del año 2024 de 611 habitantes.
Se encuentra ubicado en el centro-este de la región, cerca del río Váh (cuenca hidrográfica del Danubio) y de la región de Nitra.

## Demografía
| Año        | 1994 | 2004    | 2014     | 2024    |
| ---------- | ---- | ------- | -------- | ------- |
| Población  | 529  | 534     | 593      | 611     |
| Diferencia |      | +0,94 % | +11,04 % | +3,03 % |

| Año        | 2023 | 2024    |
| ---------- | ---- | ------- |
| Población  | 605  | 611     |
| Diferencia |      | +0,99 % |